# 劉大文
劉大文（1555年—？），原名大受，字敬甫，號彬予，山東東昌府博平縣人，軍籍，明朝政治人物。

## 生平
萬曆七年（1579年）己卯科山東鄉試第四十七名舉人，十四年（1586年）中式丙戌科會試第一百八十七名，三甲第二百二十一名進士。通政司觀政，十五年授大理寺右評事，十七年升左寺副，十八年江北恤刑，丁憂歸。二十四年起升大理寺正，出為淮安府知府，二十九年升河南按察司副使、兵備徐淮，三十二年考察降用。
萬曆四十一年（1613年）降補湖廣布政司右參議，四十三年（1615年）二月升湖廣副使，四十五年五月升本省參政，四十六年致仕。

## 家族
曾祖劉資；祖父劉舉；父劉尚德（1527年-1592年），字汝全，號育菴，省祭官，贈河南按察司副使。母李氏，封太恭人。具慶下。弟劉大武（陝西布政使司參政）、劉大典、劉大訓。